# Рефлексия
Рефлексия е понятие от психологията, означаващо „самоанализ на собствените мисли и преживявания“. Това е процес, при който човек опознава своите вътрешни психически състояния. Индивидът размишлява върху онова, което се случва в неговото съзнание. Думата идва от латинската дума reflexio, което означава „отражение“, „обръщане назад“.
По друг начин казано, рефлексията е способността на човека да се отдели мислено от света, да се осъзнае като индивид, уникален и различен от всичко и всички заобикалящи го. Именно рефлексията се приема за граница между човека и животното по отношение на психиката.